# Rosário
Rosário est une municipalité brésilienne située dans l'État du Maranhão.